# „Зона Б“ (квартал на Велико Търново)
„Зона Б“ е квартал във Велико Търново, намиращ се в югозападната част на града. Разположен е в района на ул. „Магистрална“ и ул. „Стоян Коледаров“. В квартала има разположени търговски обекти като Практикер, Пепко, Макдоналдс и Декатлон. По данни на общината към 2017 година в квартала живеят около 5000 души.